# Нахера, Марикрус
Ма́рикрус На́хера (исп. Maricruz Najera; род. 13 июля 1940, Мехико, Мексика) — известная мексиканская актриса.

## Биография
Родилась 13 июля 1940 года в Мехико. Училась в Национальном институте изящных искусств. В мексиканском кино дебютировала в 1970 году и снялась в 43 работах, среди которых присутствуют и теленовеллы. В 1979 году была приглашена Валентином Пимштейном в культовый телесериал «Богатые тоже плачут», взамен уволенной актрисы Колумбы Домингес на роль служанки Марии, которая её прославила на весь мир.

## Личная жизнь
Марикрус Нахера вышла замуж за мексиканского актёра ливанского происхождения Алехандро Бичира в 1959 году. В этом браке у неё трое сыновей — все стали известными актёрами, режиссёрами и продюсерами: Бруно, Демиан (Узы любви); номинант на премию «Оскар») и Одисео Бичир (Дикая Роза).

## Фильмография

### В качестве актрисы

#### Телесериалы

##### Свыше 2-х сезонов
- 1985—2007 — Женщина, случаи из реальной жизни (18 сезонов)

##### Televisa
- 1977-78 — Рина — Медсестра.
- 1978 — Вивиана — Медсестра.
- 1978 — Мама-компаньонка
- 1979 — Богатые тоже плачут — Мария#2 (дубл. Людмила Стоянова).
- 1982 — Из-за любви — Хулия.
- 1982 — Я устала жить — Хосефина.
- 1983 — Хищница — Анхелина.
- 1986-87 — Волчье логово — Виуда де Гутьеррес.
- 1990 — Моя маленькая Соледад
- 1990 — Я покупаю эту женщину — Хулиана.
- 1991 — Эгоистичные матери — Наталия Блиндер.
- 1992 — Дедушка и я — Мать Адорасио.
- 1993 — Валентина — Глория.
- 1994 — Перекрёстки — Эльза.
- 1997 — Моя дорогая Исабель
- 1997 — Разлучённые — Росарио.
- 1998 — Узурпаторша — Эмилиана.

#### Фильмы
- 1970 — Эмилиано Сапата
- 1972 — Дни любви — Изаура.
- 1973 — Принципиально
- 1974 — Смерть Панчо Вильи
- 1976 — Каноэ
- 1978 — Патрульный 777 — cоседка самоубийцы

### В качестве продюсера

#### Фильмы
- 2000 — Хроника завтрака, ассоциированный продюсер.

## Награды и премии

### Премия Bravo
| Год  | Категория           | Теленовелла   | Результат |
| ---- | ------------------- | ------------- | --------- |
| 2015 | Лучшая женская роль | Как говорится | Победа    |